# Marcellus (ville, New York)
Pour les articles homonymes, voir Marcellus.
Ne doit pas être confondu avec Marcellus (village, New York).
Marcellus est une ville (town) du comté d'Onondaga, dans l'État de New York, aux États-Unis,. En 2010, elle comptait une population de 6 210 habitants.

## Démographie
Lors du recensement de 2010, la ville comptait une population de 6 210 habitants. Elle est estimée, en 2016, à 6 135 habitants.